# UFL (コンピュータゲーム)
UFLは、Strikerz Inc.によって開発および公開された、基本プレイ無料のサッカーゲームである。2024年12月5日に発売。日本語は非対応。対応機種はPlayStation 5、Xbox Series X/S、Windows。

## 概要
2021年8月25日のゲームズコム2021にてティーザー予告で初めて公開された。当初は2022年に発売予定であったが、発売日の延期を繰り返したのち2024年に発売された。
クリスティアーノ・ロナウドは2023年にUFLに4,000万ドルを投資したグループの一員であった。UFLは65,000人以上のプロサッカー選手の国際的な代表組織であるFIFPROと提携している。